# Даш-Анташ
Ештадіу даш Анташ (порт. Estádio das Antas), офіційно — Стадіон футбольного клубу «Порту» (порт. Estádio do Futebol Clube do Porto) — третій стадіон португальського футбольного клубу «Порту», який використовувався ним з 1952 по 2004 рік, замінивши попередній «Кампу да констітуїсан» (порт. Campo da constituição), в милі на захід, а пізніше його замінив «Драгау», що знаходиться в кварталі на південний схід.
Окрім стадіону, він мав криту арену та три майданчики для тренувань. Офіси клубу також були розділені між внутрішньою частиною стадіону та Торре даш Анташ, побудованим перед стадіоном протягом 90-х років. Він був знесений у 2004 році.

## Історія

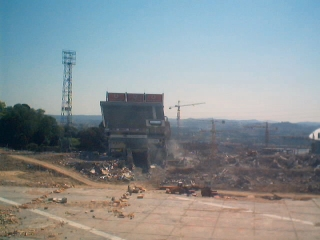
Стадіон під час знесення

- 28 травня 1952 р. — відкритий за присутністю президента Португалії генерала Кравейру Лопеша.
- 1 вересня 1962 р. — встановлено прожектори.
- 1973 р. — закінчена універсальна арена.
- 30 квітня 1976 р. — будівництво трибуни Маратона, на протилежному від головної трибуни, і початок Аркібанкади .
- 16 грудня 1986 року — потужність збільшилася до 95000 місць, легкоатлетичну доріжку прибрано.
- Літо 1997 р. — стадіон став складатись повністю із сидячих місць (місткість зменшена до 48 977 глядачів).
- 24 січня 2004 р. — остання гра. Хоча новий стадіон «Драгау» відкрився в листопаді 2003 року, пересадка дерну призвела до того, що деякі ігри повернулися на «Даш Анташ».
- Березень 2004 р. — почалося знесення.

## Збірна Португалії
Збірна Португалії вперше зіграла на стадіоні в 1952 році, а останню гру провела у 2003 році.
| #   | Дата              | Рахунок | Суперник          | Турнір              |
| --- | ----------------- | ------- | ----------------- | ------------------- |
| 1.  | 23 листопада 1952 | 1–1     | Австрія           | Товариський матч    |
| 2.  | 22 травня 1955    | 3–1     | Англія            | Товариський матч    |
| 3.  | 28 червня 1959    | 3–2     | НДР               | Відбір на Євро-1960 |
| 4.  | 15 листопада 1964 | 2–1     | Іспанія           | Товариський матч    |
| 5.  | 24 червня 1965    | 0–0     | Бразилія          | Товариський матч    |
| 6.  | 31 жовтня 1965    | 0–0     | Чехословаччина    | Відбір на ЧС-1966   |
| 7.  | 3 липня 1966      | 1–0     | Румунія           | Товариський матч    |
| 8.  | 12 листопада 1967 | 2–1     | Норвегія          | Відбір на Євро-1968 |
| 9.  | 4 травня 1969     | 2–2     | Греція            | Відбір на ЧС-1970   |
| 10. | 12 травня 1971    | 5–0     | Данія             | Відбір на Євро-1972 |
| 11. | 12 листопада 1975 | 1–1     | Чехословаччина    | Відбір на Євро-1976 |
| 12. | 16 жовтня 1976    | 0–2     | Польща            | Відбір на ЧС-1978   |
| 13. | 15 квітня 1981    | 1–1     | Болгарія          | Товариський матч    |
| 14. | 20 червня 1981    | 2–0     | Іспанія           | Товариський матч    |
| 15. | 14 жовтня 1984    | 2–1     | Чехословаччина    | Відбір на ЧС-1986   |
| 16. | 11 листопада 1987 | 0–0     | Швейцарія         | Відбір на Євро-1988 |
| 17. | 17 жовтня 1990    | 1–0     | Нідерланди        | Відбір на Євро-1992 |
| 18. | 20 лютого 1991    | 5–0     | Мальта            | Відбір на Євро-1992 |
| 19. | 4 вересня 1991    | 1–1     | Австрія           | Товариський матч    |
| 20. | 11 вересня 1991   | 1–0     | Фінляндія         | Відбір на Євро-1992 |
| 21. | 24 лютого 1993    | 1–3     | Італія            | Відбір на ЧС-1994   |
| 22. | 13 жовтня 1993    | 1–0     | Швейцарія         | Відбір на ЧС-1994   |
| 23. | 3 червня 1995     | 3–2     | Латвія            | Відбір на Євро-1996 |
| 24. | 3 вересня 1995    | 1–1     | Північна Ірландія | Відбір на Євро-1996 |
| 25. | 21 лютого 1996    | 1–2     | Німеччина         | Товариський матч    |
| 26. | 9 листопада 1996  | 1–0     | Україна           | Відбір на ЧС-1998   |
| 27. | 7 червня 1997     | 2–0     | Албанія           | Відбір на ЧС-1998   |
| 28. | 10 жовтня 1998    | 0–1     | Румунія           | Відбір на Євро-2000 |
| 29. | 28 березня 2001   | 2–2     | Нідерланди        | Відбір на ЧС-2002   |
| 30. | 29 березня 2003   | 2–1     | Бразилія          | Товариський матч    |